# Neohelota taiwana
Neohelota taiwana là một loài bọ cánh cứng trong họ Helotidae. Loài này được Ohta miêu tả khoa học năm 1929.